# Konrad Doppelmayr
Pour les articles homonymes, voir Doppelmayr (homonymie).
Konrad Doppelmayr, né en Autriche en 1855 et mort en 1933, est un homme d'affaires et maréchal-ferrant autrichien. Il reprend l'entreprise de son père qui réparait des outils pour l'agriculture et les usines textiles (F. M. Hämmerle (de), Schindler, etc.), mais fabriquait des machines de découpe d'aliments, des chapeaux ou des haches. À partir de 1900, Konrad Doppelmayr commence à produire des pressoirs vinicoles qui ont été principalement livrés aux viticulteurs dans le Tyrol du Sud.

## Biographie

### Les ascenseurs Doppelmayr
Konrad Doppelmayr, jeune maréchal-ferrant, fonde en 1892 la société Doppelmayr dans le quartier de Rickenbach à Wolfurt. Il rachète y l'atelier de forge de son maître d’apprentissage. Il transforme l'atelier et modifie les outils de réparation agricoles et textiles pour se lancer, en 1912, dans la réalisation d'ascenseurs.

### Implication de Konrad dans le transport par câble
Son fils, Emil Doppelmayr, l'assista dès 1928 dans la gestion de la société Konrad Doppelmayr & Sohn. L'expérience acquise dans le câble avec la fabrication d'ascenseurs conduit Emil Doppelmayr à prendre en 1937 un marché pour la construction du premier téléski d'Autriche : un téléski à enrouleurs long de 390 mètres installé à Zürs en Autriche,.

## Hommages
Une rue de Wolfurt porte le nom de Konrad Doppelmayr.